# 사바섬의 기

사바섬의 기

사바섬의 기는 네덜란드령 안틸레스에 속했던 1985년 12월 6일에 공모를 통해서 제정되었으며, 네덜란드령 안틸레스가 해체된 2010년 이후에도 계속 쓰이고 있다.

## 같이 보기
- 네덜란드령 안틸레스의 기